# Contradanza para piano (Chopin)
El compositor polaco Frédéric Chopin compuso una Contradanza para piano. Compuesta cuando contaba su autor 16 años, esta pieza, escrita en sol ♭ mayor, es de estructura tripartita. Dedicada a Titus Woyciechowski, amigo del compositor. De contenido musical un tanto pálido, se caracteriza por su aire sencillo, que recuerda al de una mazurca popular.